# Juraj Tarr
Juraj Tarr (Komárno, 18 de febrero de 1979) es un deportista eslovaco que compite en piragüismo en la modalidad de aguas tranquilas.
Participó en cuatro Juegos Olímpicos, entre los años 2000 y 2016, obteniendo en total dos medallas de plata, en Pekín 2008 y Río de Janeiro 2016, ambas en la prueba de K4 1000 m.
Ganó 10 medallas en el Campeonato Mundial de Piragüismo entre los años 2005 y 2019, y 13 medallas en el Campeonato Europeo de Piragüismo entre los años 2000 y 2017.

## Palmarés internacional
| Juegos Olímpicos   | Juegos Olímpicos            | Juegos Olímpicos  | Juegos Olímpicos |
| Año                | Lugar                       | Medalla           | Competición      |
| ------------------ | --------------------------- | ----------------- | ---------------- |
| 2008               | Pekín (China)               | Medalla de plata  | K4 1000 m        |
| 2016               | Río de Janeiro (Brasil)     | Medalla de plata  | K4 1000 m        |
| Campeonato Mundial |                             |                   |                  |
| Año                | Lugar                       | Medalla           | Competición      |
| 2005               | Zagreb (Croacia)            | Medalla de plata  | K4 500 m         |
| 2007               | Duisburgo (Alemania)        | Medalla de oro    | K4 500 m         |
| 2007               | Duisburgo (Alemania)        | Medalla de bronce | K4 1000 m        |
| 2009               | Dartmouth (Canadá)          | Medalla de plata  | K4 200 m         |
| 2009               | Dartmouth (Canadá)          | Medalla de bronce | K4 1000 m        |
| 2014               | Moscú (Rusia)               | Medalla de oro    | K2 1000 m        |
| 2014               | Moscú (Rusia)               | Medalla de oro    | K2 500 m         |
| 2015               | Milán (Italia)              | Medalla de oro    | K4 1000 m        |
| 2018               | Montemor-o-Velho (Portugal) | Medalla de plata  | K4 1000 m        |
| 2019               | Szeged (Hungría)            | Medalla de bronce | K4 1000 m        |
| Campeonato Europeo |                             |                   |                  |
| Año                | Lugar                       | Medalla           | Competición      |
| 2000               | Poznań (Polonia)            | Medalla de plata  | K4 500 m         |
| 2005               | Poznań (Polonia)            | Medalla de plata  | K4 500 m         |
| 2007               | Pontevedra (España)         | Medalla de oro    | K4 500 m         |
| 2007               | Pontevedra (España)         | Medalla de oro    | K4 1000 m        |
| 2008               | Milán (Italia)              | Medalla de oro    | K4 500 m         |
| 2008               | Milán (Italia)              | Medalla de oro    | K4 1000 m        |
| 2009               | Brandeburgo (Alemania)      | Medalla de plata  | K4 1000 m        |
| 2014               | Brandeburgo (Alemania)      | Medalla de bronce | K2 1000 m        |
| 2015               | Račice (República Checa)    | Medalla de plata  | K2 500 m         |
| 2016               | Moscú (Rusia)               | Medalla de oro    | K4 1000 m        |
| 2016               | Moscú (Rusia)               | Medalla de plata  | K4 500 m         |
| 2017               | Plovdiv (Bulgaria)          | Medalla de plata  | K4 500 m         |
| 2017               | Plovdiv (Bulgaria)          | Medalla de bronce | K4 1000 m        |